# Frères Séeberger
Dynastie Séebergerů, známá jako Frères Séeberger; tři bratři Jules (1872–1932), Henri (1876–1956) a Louis (1874–1946) synové Jean (1910–1979) a Alberta (1914–1999), propagovali ve Francii módní fotografii, počínaje dvacátým stoletím.

## Pozadí
Módní fotografie začala rytinami reprodukovanými z fotografií Leopolda-Emile Reutlingera, Nadara a dalších v 90. letech 20. století. Poté, co bylo možné pořídit vysoce kvalitní reprodukci polotónů, nejvíce zásluh jako průkopník tohoto žánru má francouzský baron Adolf de Meyer a lucemburský fotograf Edward Steichen, který si v roce 1907 vypůjčil ruční fotografickou kameru svého přítele a fotografoval oslnivě oblečené dámy na závodišti Hipodrom Longchamp, a který byl francouzským časopisem Art et Décoration v roce 1911 pověřen výrobou snímků šatů pařížského designéra Paula Poireta, který dříve a současně konkuroval kresbám a tiskům, které se používaly pro módní ilustrace.

## Séebergerovi
Rodina oddaná fotografickému žánru byla v dynastii Séebergerů více než dvě generace. Tři bratři Jules (1872–1932), Louis (1874–1946) a Henri (1876–1956) se narodili otci Jean-Baptistovi, bavorskému živnostníkovi, který se přistěhoval do Francie v roce 1870, a jejich matce Louise, vdově z Lyonu s dcerou Félicií. Druhá generace, synové Louise, bratři Jean (1910–1979) a Albert (1914–1999) také zdědili lásku k fotografii. Jejich práce pokrývá většinu dvacátého století a věnovala se eleganci a módě.
Bratři odcestovali do Paříže, kde absolvovali střední vzdělání na Lycée Rollin a kde Louis získal první cenu za kreslení. Studium zakončili na městské umělecké škole Palissy, než se Jules a Louis začali vzdělávat jako designéři textilu v ateliéru J. Souchona, specialisty na „inovace, šaty, stuhy, damaškové prádlo, žakárové tkaniny a návrhy.“ Odtud pramenil jejich zájem a bohaté znalosti v oblasti módy.
Zatímco tři bratři pracovali jako textilní designéři, v roce 1891 Jules začal navštěvovat večerní hodiny kresby a také začal pořizovat první fotografie. Po přestěhování na 39 rue Lafayette v 10. pařížském obvodu Louis získal cenu Dantona Jeuneho věnovanou znevýhodněným dětem na umělecké škole města Paříže, zatímco Jules získal cestovní grant do Normandie. Mezitím se nejmladší Henri zapsal do školy užitého umění a získával také ceny. Po smrti svého otce v roce 1894 se rodina přestěhovala do klidnější rue Fénelon v domě č. 13.
V roce 1899 Jules přihlašoval své fotografie do různých soutěží a zájem brzy projevili také jeho bratři, kteří získávali ceny v amatérských soutěžích organizovaných novinami Lectures Pour Tous. Experimentoval s bromolejotiskem, zejména s Rawlinsovým procesem. Jules získával ceny v oblasti dokumentární fotografie v letech 1903 a 1904 za fotografie, které vytvořil na březích Seiny a v Montmartru. Obrázky tří bratří, kteří se podepisovali svými iniciálami (JHLS), byly vystavovány a publikovány v různých časopisech a distribuovány jako pohlednice bratry Kunzliovými a Leopoldem Vergerem.

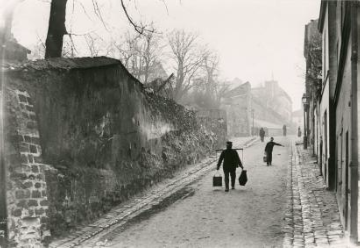
Kunzli Bros. and Co., (asi 1901) Zurich Gruss aus St. Moritz (Pozdravy ze sv. Mořice), pohlednice č. 3587. Jules Séeberger (1898) Nosič vody na Montmartre

Tři bratři, podporovaní svou matkou, starší sestrou a Louisovou manželkou Annou, založili v roce 1909 rodinný podnik pod názvem „Frères Séeberger“ ve studiu na 33 rue de Chabrol, asi 10 a 5 minut chůze od jejich domova.

## Módní fotografové
Zatímco časopisy, jako je Les Modes, publikovaly pečlivé portréty (většinou ručně kolorované) žen z lepší společnosti v oděvech navržených renomovanými návrháři, deníky jako Le Figaro a Le Gaulois publikovaly obrázky ve svých večerních vydáních, jako byly například Steichenovy ženy na závodních tratích a jejich přístup zaujal časopis Femina, ve snaze uspokojit zvědavost svých čtenářů ohledně toho, co bylo v módě „skutečné oblečení“, trend, který brzy zaujal Paris Illustré nebo La Nouvelle Mode, který v letech 1901–1902 představoval snímky pořízené obskurními amatéry jako byli Carle de Mazibourg nebo Edmond Cordonnier, i když byly brzy nahrazeny profesionálnějšími fotografiemi.
Bratři vyhledávali tlačenice, navštěvovali plážová letoviska, lyžařská střediska a různá zajímavá místa v Paříži. Mezi jejich úlovky patřily fotografie dámské módy (a také některých mužů), pro které od 22. května 1909 našli uplatnění v La Mode Practique.
Mimochodem, ačkoli se zaměřovali na šaty, boty, tašky, klobouky, kožešiny a peří, zachytili také snímky skutečné haute couture, „vyšší společnosti“, která je běžně nedostupná lidem nižšího postavení, kteří, i když o fotoaparátu vědí a fotografování umožní, uznávají pouze ty, kdo patří do velkých ateliérů a rozhodně ne Séebergerovi.
Vzhledem k tomu, že jejich snímky byly publikovány v dlouhém seznamu více než padesáti publikací, mohou módní historikové sledovat vliv na styl velkých návrhářů jako byli například Chanel, Paul Poiret, Jeanne Lanvin, Elsy Schiaparelli, Jean Patou, Robert Piguet, Madeleine Vionnet, Lucien Lelong, Paquin a kol., kterým Séebergové vytvořili také portréty.

## Styl a technika
Fotografie Séebergerů spočívala ve znalosti těchto modelů, držet krok s nejnovějšími trendy, které osloví publikace, a vyčerpávající hon na správné modely v davu módních fotografů – o to více s příchodem „přenosných“ fotografických kamer, až do roku 1935, kdy Henri získal Rolleiflex, byl to obrovský skládací Ernemann Klapp Nettel nebo těžkopádnější reflexní kamera Thornton Pickard 13 x 18 cm, které používali v Boulogneském lesíku a ve Svatém Mořici. V každém případě Henri doprovázel svého bratra Louise, který asistoval modelce nebo modelu a zapisoval poznámky o módě a pořízených snímcích. Také v roce 1911 se Séebergovým, navzdory těžkopádnému ovládání jejich fotografické kamery, podařilo s pomocí profesionálních modelů zprostředkovat pocit bezprostřednosti a zjevné spontánnosti.

## Francouzský obraz
Módní snímky bratří se překrývaly s jejich portréty mediálních celebrit, včetně Joséphine Bakerové nebo Charlieho Chaplina. Méně známá část jejich praxe, jak poznamenal Gilbert Salachas, z roku 1923, International Kinema Research zaměstnávala bratry Séebergerovi, aby dokumentovali místa, která filmaři přizpůsobili k vytvoření formální pařížské „atmosféry“ pro filmy, jako je americká romantická komedie z roku 1938 Bluebeard’s Eighth Wife a A comedy of murders (Charles Chaplin, 1947) nebo Američan v Paříži (Vincente Minelli, 1951), čímž vytváří mytickou Paříž, která přežívá v kinematografii dodnes.

## Druhá generace
Smrt Julia v roce 1932 a poté vyhlášení války znamenalo definitivní stažení Louise a Henriho z rodinného podniku a krátké uzavření během válečné mobilizace další generace Séebergerů, Jeana a Alberta, Louisových dvou synů, kteří si udrželi jméno „bratři Séebergerové“ až do uzavření v roce 1977. Pomáhali jim Jeanova manželka Suzanne (jako sekretářka), poté postupně Albertova manželka Cecile (v úpravách), Jeanův syn Daniel (jako asistent) a další spolupracovníci.
Po druhé světové válce bratři pokračovali s módním fotografováním jako svou specializací, vedle některých průmyslových zakázek, ale se zvyšováním studiové práce s placenými módními modely v novém areálu na bulváru Malesherbes 112 (v 17. pařížském obvodu). Stali se členy umělecké skupiny Le Groupe des XV, která ovlivnila jejich tvorbu v podobném stylu jako byli například: Philippe Pottier, Pierre Jahan, René-Jacques nebo Lucien Lorelle.
Věrnost a oddanost rodině přetrvala dvě rušné generace; když Jean zemřel v roce 1979, Albert napsal:
Nedokážu dostatečně říct, jak moc jsem obdivoval toho, se kterým jsem pracoval téměř půl století.

## Významné výstavy
- 1976: Paris, la rue, Bibliothèque historique de la ville de Paris
- 1979–1980: Les parisiens au fil des jours (1900–1960). Photographies Séeberger frères, Bibliothèque Historique de la Ville de Paris[11]
- 1980: Paris 1950 photographié par le Groupe des XV, Hôtel Lamoignon, Bibliothèque Historique de la Ville de Paris[8]
- 1982: Exposition de photographies des frères Séeberger, MJC, Ribérac
- 1992: Les Séeberger – L'aventure de trois frères photographes au début du siècle, Centre Photographique d'Île-de-France, Pontault-Combault
- 1994: L'Occupation et la Libération de Paris par Jean Séeberger photographe, Centre culturel et bibliothèque municipale de Ribérac-en-Périgord
- 1995: 1910, Paris inondé, Direction du Patrimoine, Paris
- 1995: Le Paris d'Hollywood, sur un air de réalité, Caisse nationale des monuments historiques et des sites, Paris[6]
- 1999: Les frères Séeberger – Une lignée de photographes, Château des Bouillants, Dammarie-les-Lys
- 2002: Séeberger, des photographes dans le siècle, Ancienne synagogue de la Ferté-sous-Jouare
- 2006: Les Séeberger – Photographes de l'élégance 1909–1939, Francouzská národní knihovna, Galerie de la Photographie, 58 rue de Richelieu, Paris[12]
- 2007: Collections années 50. Photographies Séeberger frères et Georges Dambier, Collégiale Notre-Dame, Ribérac[13]
- 2010: Le Deauville des Séeberger, Festival Planche(s), Deauville[14][15]

## Sbírky
- Francouzská národní knihovna
- Center des monument nationalaux, Département des ressources documentaires
- Zámek Musée de Gien: Chasse, histoire et nature en Val de Loire
- Médiathèque du patrimoine
- ECPAD
- Bibliothèque-musée de l'Opéra
- Bibliothèque historique de la Ville de Paris
- Musée Carnavalet
- Centre Georges Pompidou
- Musée français de la photographie (Bièvres)
- Asociace Gaston Litaize
- Palais Galliera – Musée de la Mode de la Ville de Paris

## Galerie

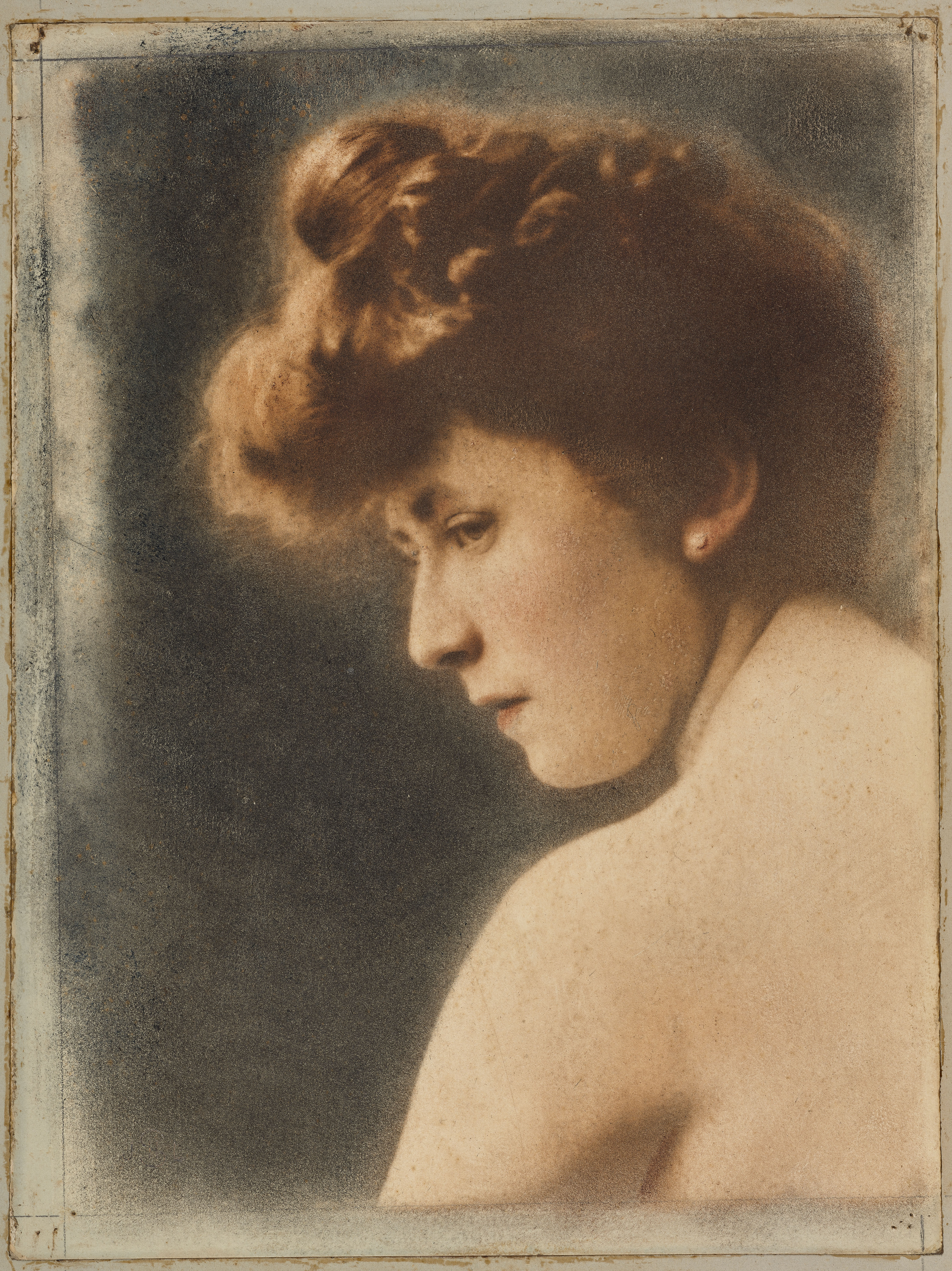
Étude de nu, asi 1910
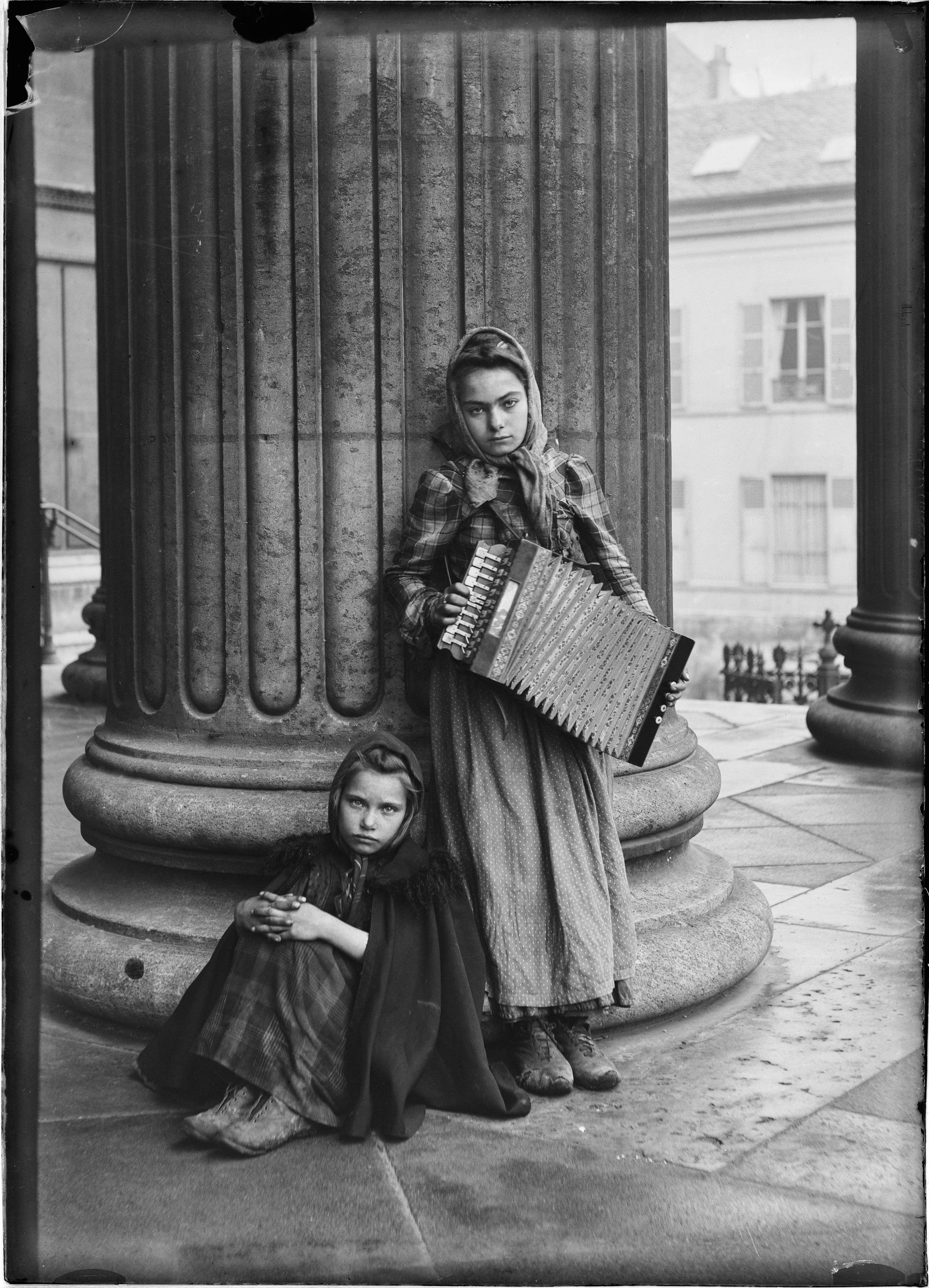
Petites musiciennes de rue, 1910–1929
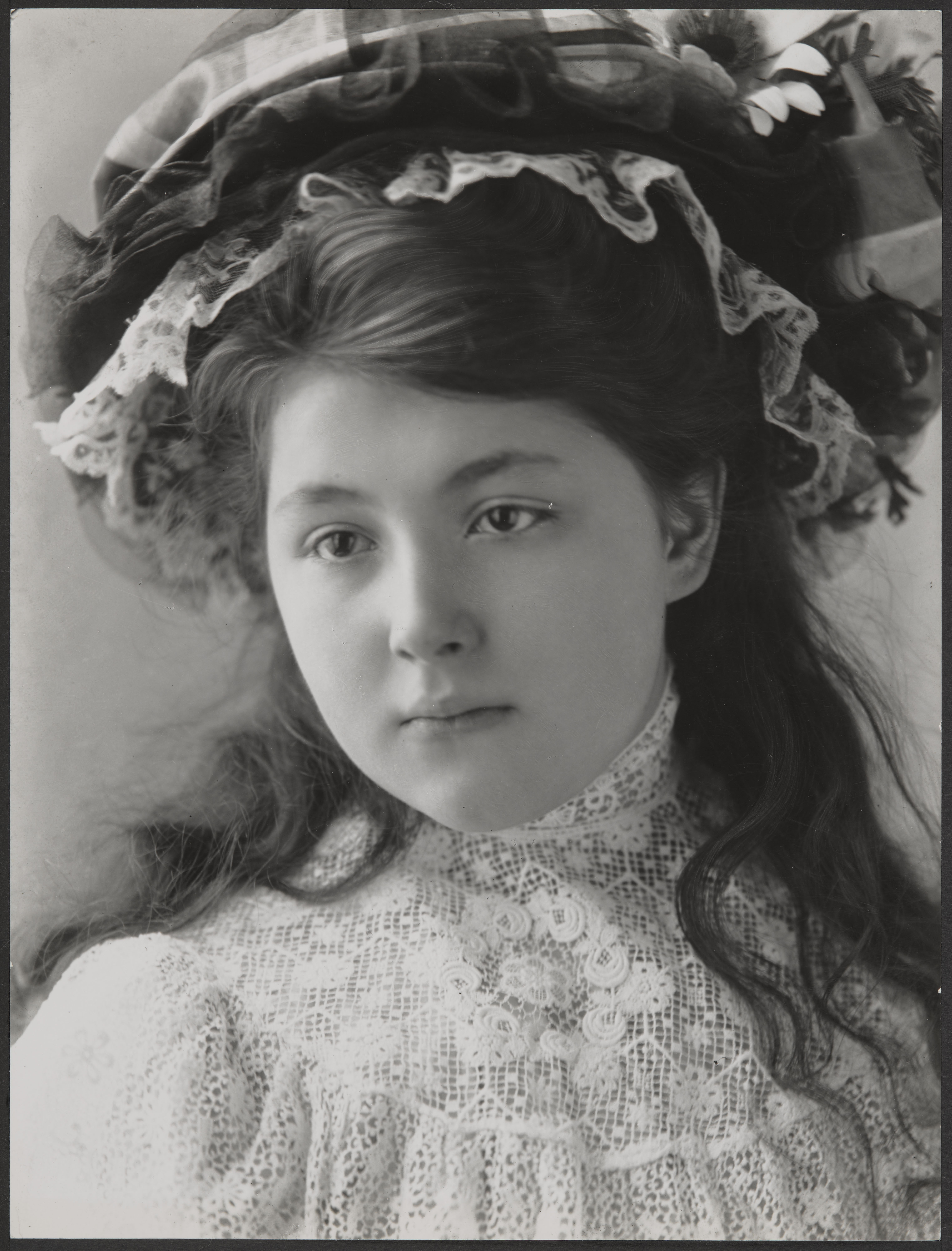
Portrait de jeune fille
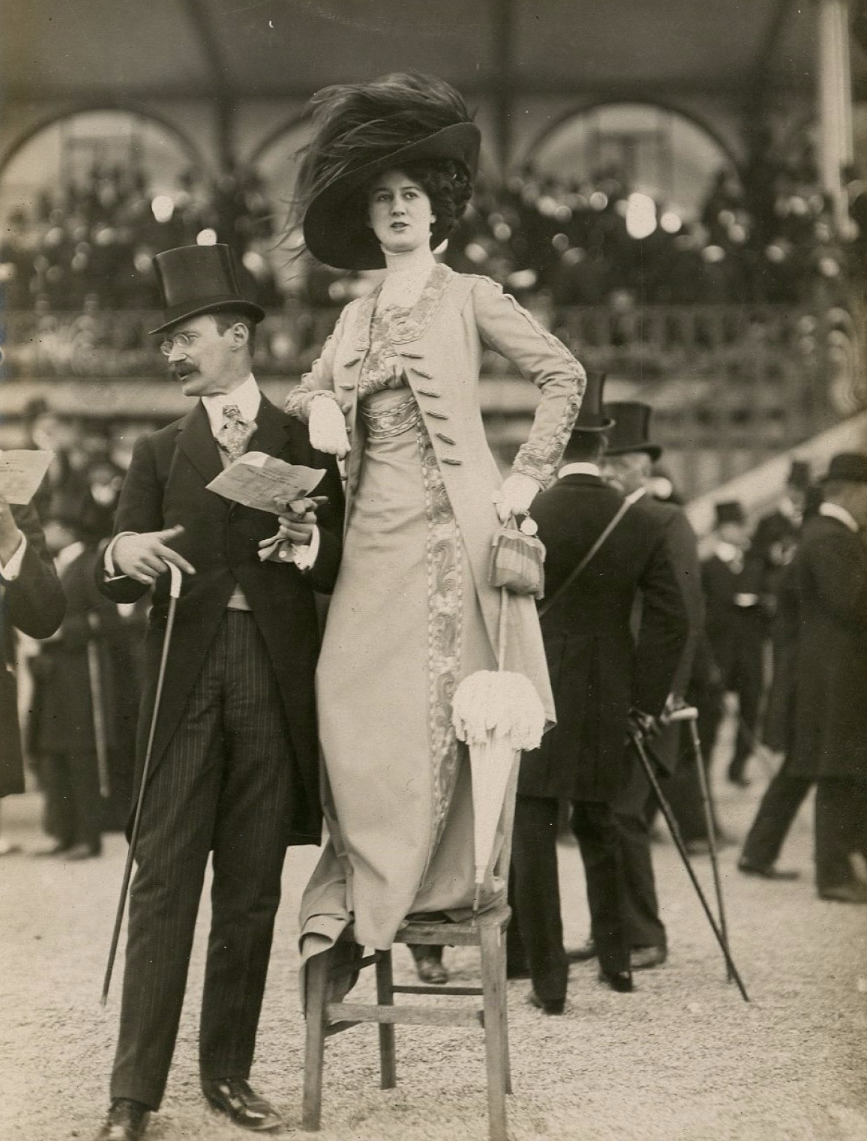
Élégants aux courses, 1909–1939
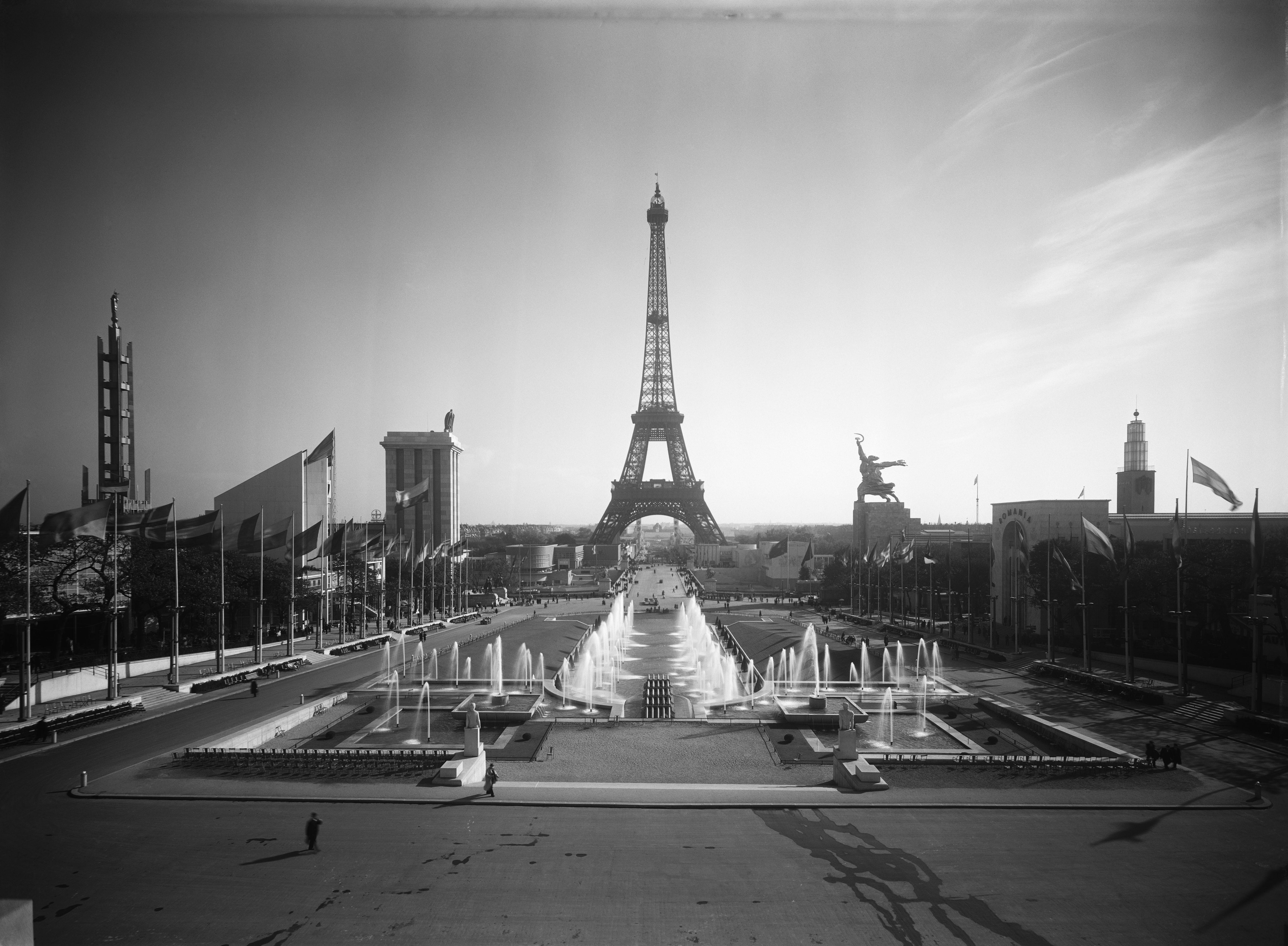
Exposition Internationale des Arts et Techniques dans la Vie Moderne
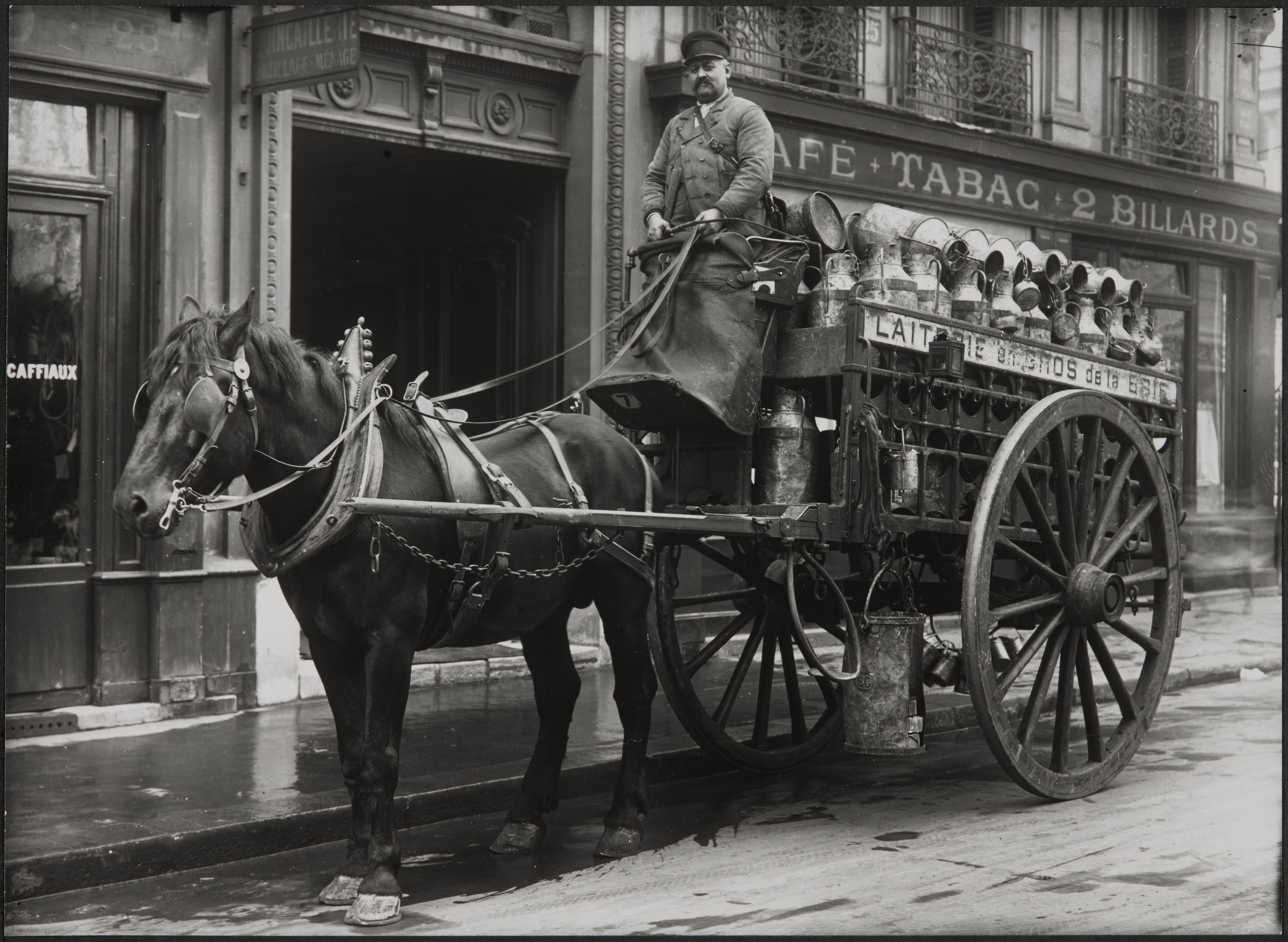
Livraison de lait
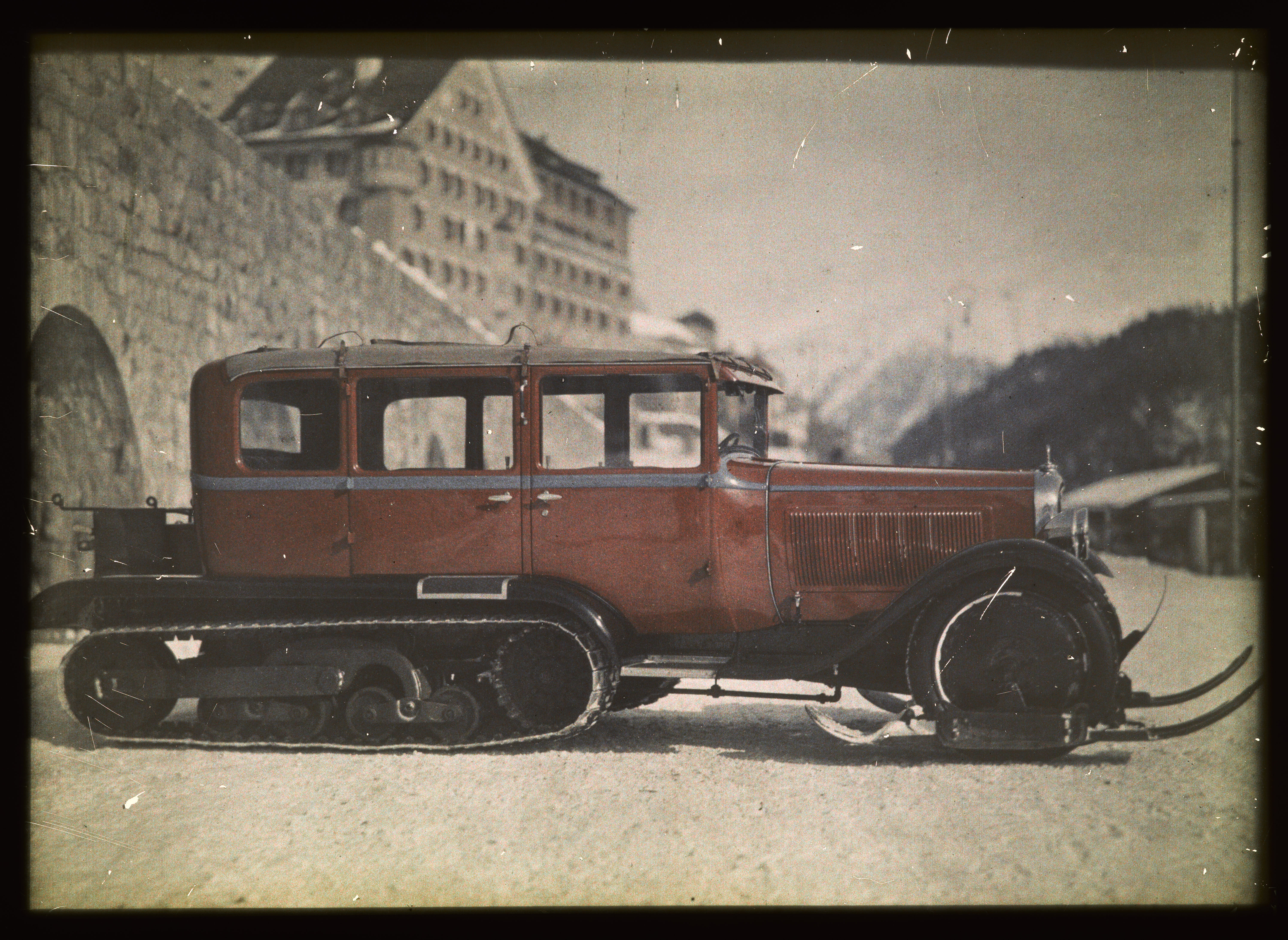
Citroën
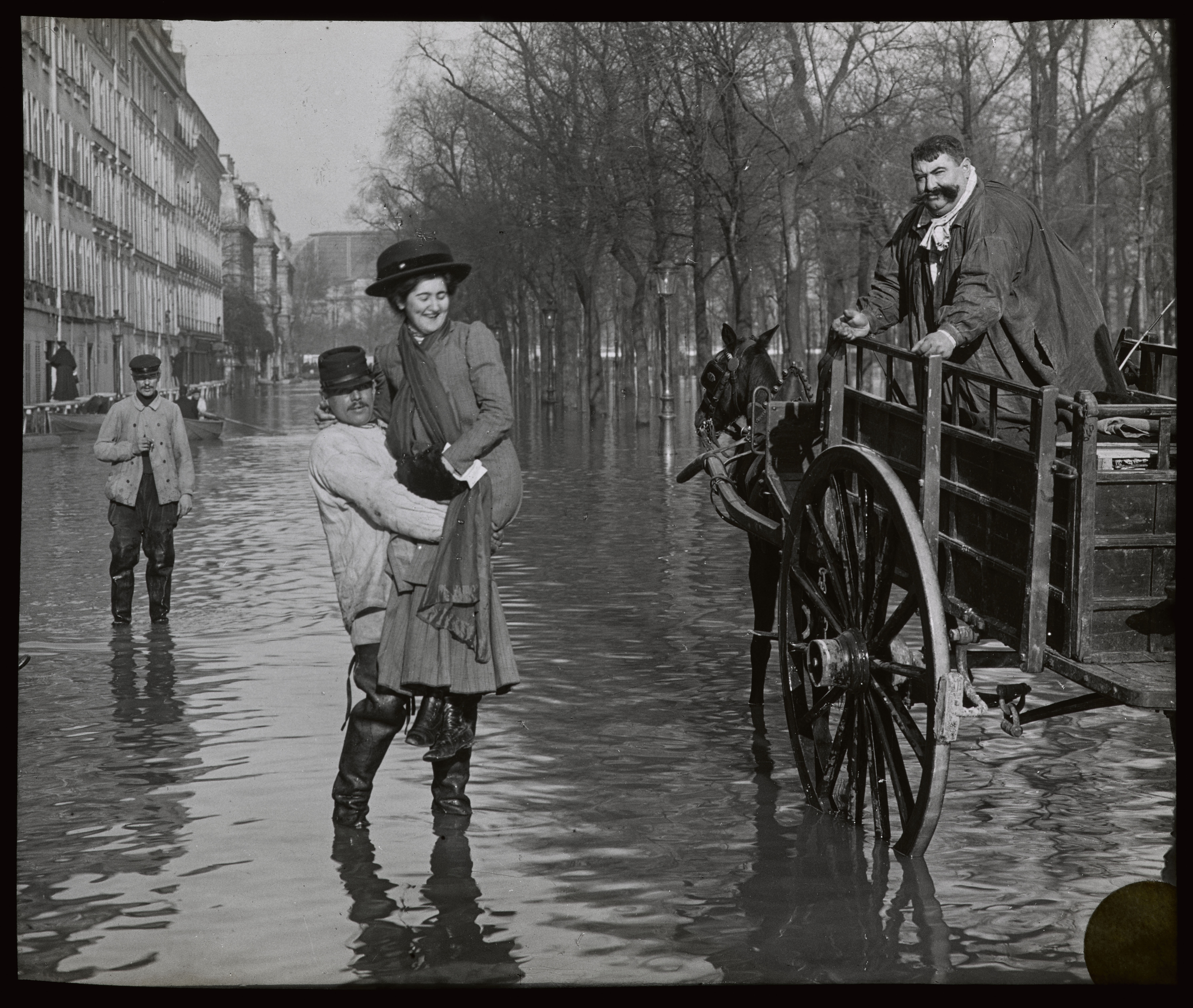
Inondations de Paris, 1910
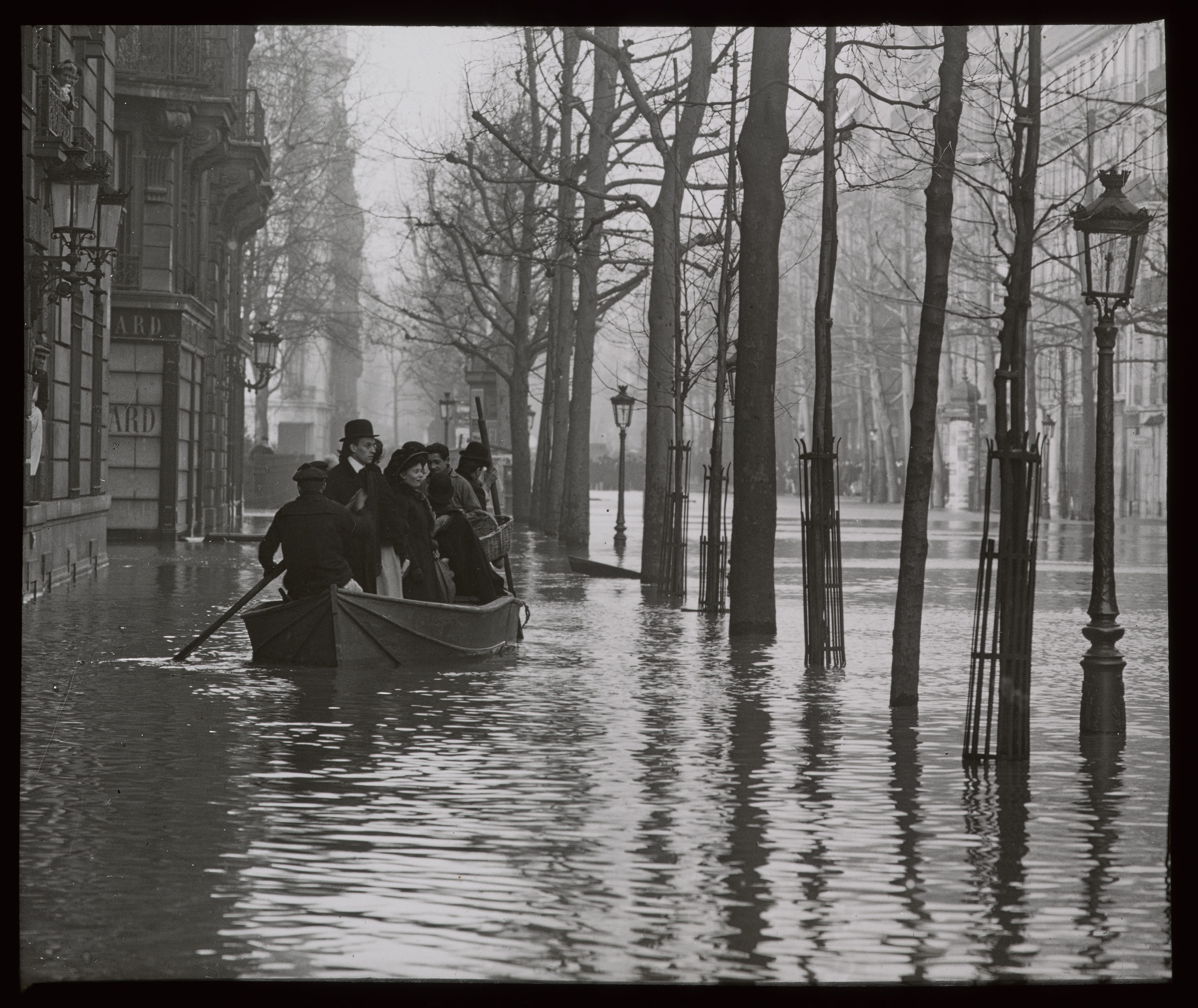
Inondations de Paris, 1910
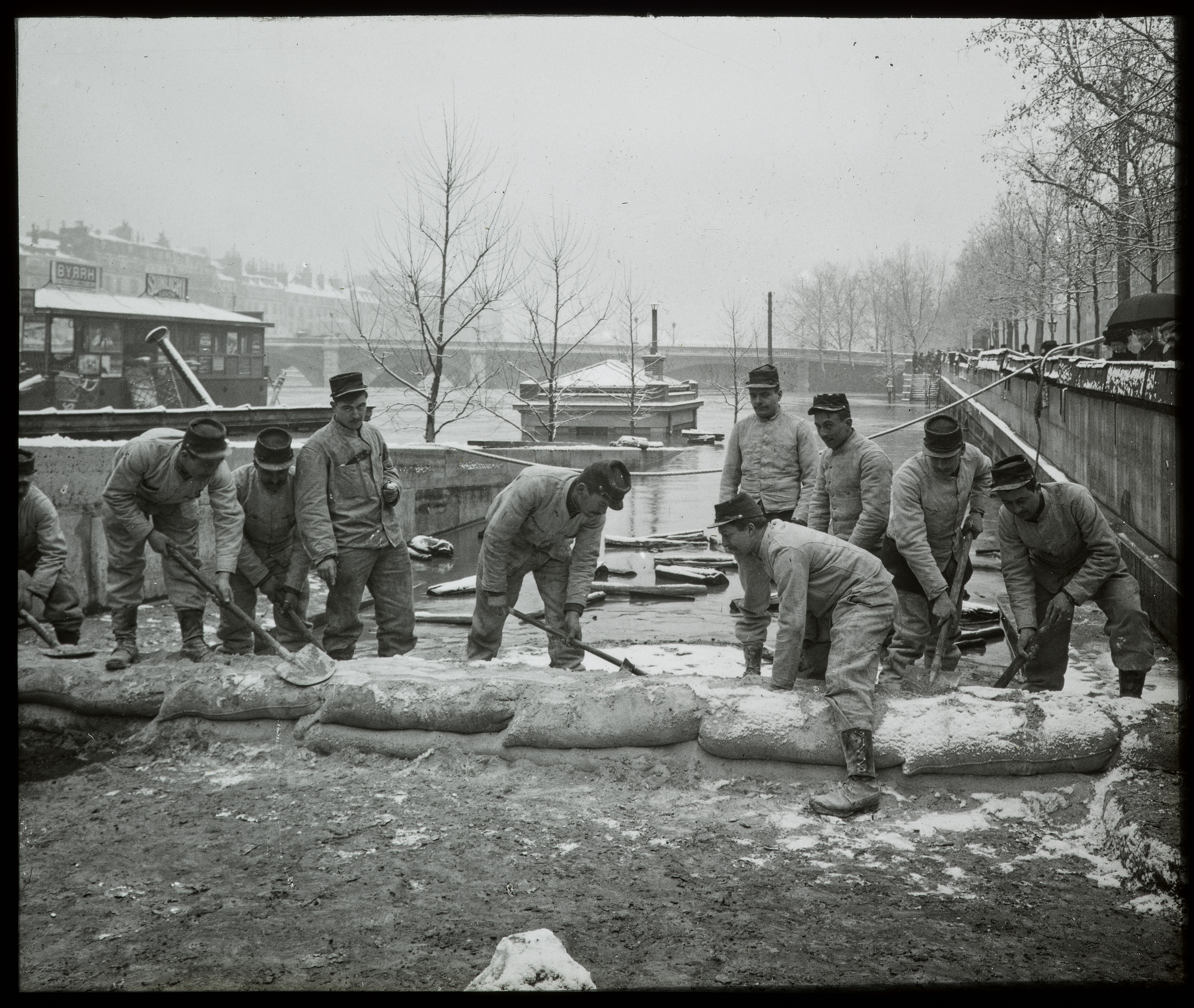
Inondations de Paris, 1910